# Saltinmente
Il Saltinmente (il cui titolo originale è Scattergories) è un gioco da tavolo edito da MB Hasbro. È una variante di altri classici giochi con carta e penna come nomi, cose, città.
Vi possono giocare da due a sei persone: in caso di più giocatori, ci si può dividere in squadre.

## Componenti

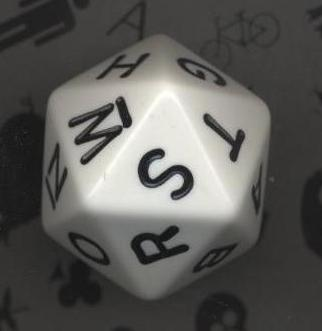
Dado a 20 facce

Il gioco contiene alcune liste di categorie, block notes per segnare le risposte, un icosaedro che funge da dado per l'estrazione delle lettere e una clessidra.

## Svolgimento del gioco
Ogni gara consta di un numero di manches che può essere preventivamente concordato tra i giocatori. 
In ogni manche, dopo che è stata decisa la lista di categorie con cui giocare, un giocatore lancia il dado: la lettera che vi risulta è l'iniziale dei termini da trovare. Il giocatore in questione gira la clessidra, dando ufficialmente inizio alla manche. A lui spetta anche il compito di proclamare, in base alla clessidra, il termine della stessa.
A ogni giocatore (o squadra) viene data una copia della lista di dodici categorie. Egli deve trovare un termine, un titolo, un nome che inizi con la lettera estratta e che appartenga a una delle categorie. Ne deve segnare uno solo per ogni categoria.
Terminata la manche, si procede alla lettura dei nomi e all'assegnazione del punteggio, in base a queste norme:
- 2 punti per ogni risposta valida che non è stata scritta da nessun altro giocatore;
- 1 punto per ogni risposta valida che è stata scritta da almeno un altro giocatore: questo per favorire comunque il giocatore che ha fornito una parola (seppur condivisa con altri giocatori) rispetto a chi non avesse scritto nulla nella specifica categoria;
- 0 punti per ogni risposta considerata non valida;

Punti extra: 
Quando si risponde con nomi propri o titoli, aggiungere un punto extra per ogni lettera chiave in più usata nella risposta. 
Ad esempio, Ronald Regan, Brigitte Bardot, The Blues Brothers varrebbero: 1 o 2 punti a seconda che il nome sia stato o meno scritto da un altro giocatore, +1 punto extra per la doppia lettera (quindi un potenziale valore di 3 punti)
- Pier Paolo Pasolini: + 2 punti extra

Nel passaggio ad un'altra manche, la clessidra e il dado passano al giocatore alla sinistra di chi ha condotto quella precedente. Vince chi, al termine delle manche stabilite, ha il punteggio maggiore.

### Norme per l'accettabilità delle risposte
- In caso di titoli di film, libri e canzoni, la lettera di riferimento è l'iniziale del primo sostantivo:

Per esempio, in "La finestra sul cortile" è la F, in "Ho visto un re" la R, in "Lo Hobbit" la lettera H
- Non si può scrivere la stessa risposta per due categorie diverse, anche se singolarmente sono accettabili:

ad esempio, "trota" non può valere contemporaneamente per la categoria animali e per quella di cibi/alimenti, pur appartenendo certamente ad entrambe le categorie.
- In caso di nomi e cognomi, vale sia l'iniziale del nome che quella del cognome. Per esempio, "Alessandro Manzoni" vale sia per la lettera A che per la lettera M.
- Risposte creative sono valide, ma anche se un solo giocatore mette in discussione la risposta tutti i partecipanti al gioco sono chiamati a votare sull'accettabilità o meno della risposta fornita:                                                                                                                                                                                                                                                 ad esempio, si può rispondere "papà" se la categoria è "qualcosa di cui avete paura" e la lettera è la "P"
- RISPOSTE MESSE IN DISCUSSIONE : Le risposte possono essere messe in discussione esclusivamente durante la fase di conteggio dei punti: quando questo avviene, tutti i giocatori (compreso chi ha fornito la risposta) votano sull'accettabilità della risposta e la decisione finale viene presa a maggioranza. In caso di pareggio, non viene considerato il voto del giocatore che ha dato la risposta contestata.